# Całkowita przemiana materii
Całkowita przemiana materii (CPM) – suma wszystkich wydatków energetycznych człowieka, które ponosi podczas aktywności fizycznej.

## Definicje i metody obliczania
CPM jest sumą podstawowej i podnadpodstawowej przemiany materii:
CMP = podstawowa przemiana materii (PPM) + ponadpodstawowa przemiana materii
W uproszczeniu CPM można obliczyć mnożąc PPM przez orientacyjny współczynnik zależny od aktywności fizycznej:
CMP = k·PPM
Współczynnik k wynosi:
| Aktywność   | Przykład                                                                        | Wartość k |
| ----------- | ------------------------------------------------------------------------------- | --------- |
| Niska       | Pracownik biurowy prowadzący siedzący tryb życia                                | 1,40–1,69 |
| Umiarkowana | Pracownik budowlany, bądź osoba uprawiająca jogging godzinę dziennie            | 1,70–1,99 |
| Duża        | Rolnik pracujący narzędziem ręcznym, bądź osoba pływająca dwie godziny dziennie | 2,00–2,40 |